# Паломничество

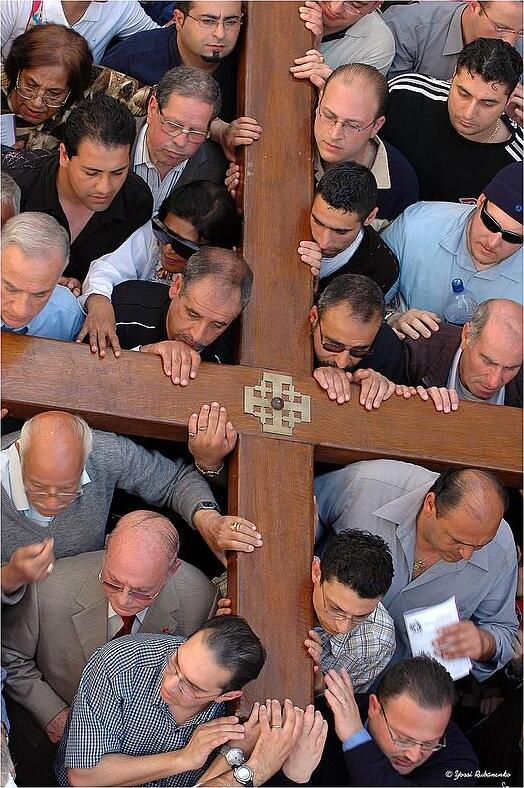
Католические паломники в Великую пятницу на Виа Долороза в Старом городе Иерусалима

Пало́мничество (от лат. palma «пальма»; от пальмовой ветви, с которыми жители Иерусалима встречали Иисуса Христа) — путешествие верующих к географическим местностям и реликвиям, имеющим сакральное значение в данной религии. Богомольца, совершающего такое путешествие, называют пало́мником или пилигри́мом (от лат. peregrinus «чужеземец, странник»).
- Пало́мничество в христианстве — путешествие к Святой земле и другим географическим местностям, имеющим сакральное значение для христианской веры (см. Pilgrimage church) с целью поклонения и молитвы; вообще хождение верующих к святым местам на поклонение. Христианский обычай основывается на стремлении верующих поклониться местам и святыням, связанных с Христом, апостолами, Пресвятой Богородицей, помолиться перед чудотворными иконами, окунуться в священные воды реки Иордан и святые источники; в знак раскаяния в грехе предпринимаются покаянные паломничества;
- Хадж — посещение мусульманами Мекки и её окрестностей и совершение там предписанных ритуалов;
- Ко́ра — в индуизме и буддизме ритуальный обход вокруг какой-либо святыни;
  - у индусов — посещение Праяга и Варанаси (Бенарес, Индия) (последний также у джайнов);
  - у буддистов — буддийские места паломничества в Индии;
  - у буддистов Японии и синтоистов — посещение Нары;
  - у тибетских буддистов — посещение Лхасы (Тибет);
- в иудаизме периода Первого и Второго Храма три ежегодных «паломнических праздника» (Песах, Шавуот, Суккот) предполагали паломничество к Храму;
- Паломничество у бахаев — посещение священных мест Хайфы и Акко.

## История паломничества

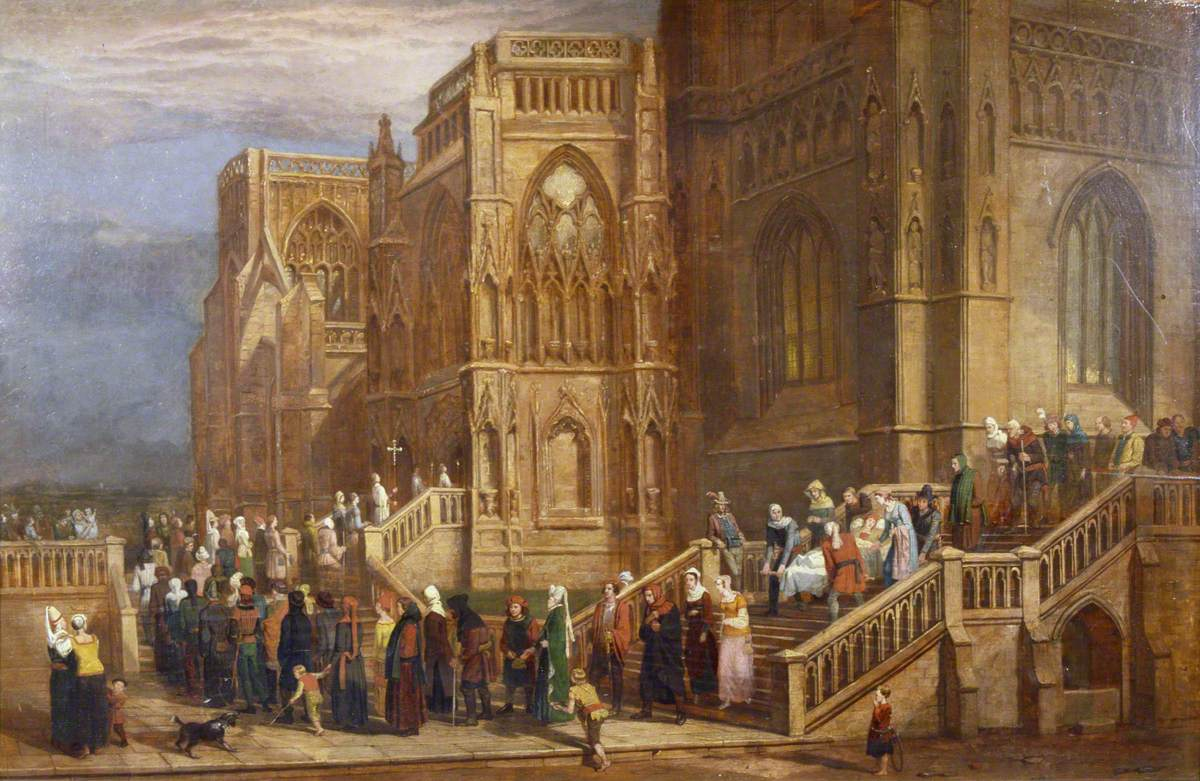
Средневековые паломники у церкви Сент-Мэри-Редклифф в Бристоле. Художник Эдвард Вильерс Риппингилль (1827)

Хождение верующих к святым местам на поклонение известно ещё с глубокой древности. Центрами паломничества в древности были храмы Амона в египетских Фивах, Осириса в Абидосе, Аполлона в Дельфах и др.
В Ветхом Завете упоминаются случаи путешествия благочестивых израильтян ко главной тогдашней святыне Скинии с Ковчегом Завета (позже — в Иерусалимский храм) для совершения жертвоприношений и молитв.
В Новом Завете также видим продолжение обычаев паломничества, когда Святое семейство — Дева Мария с 12-летним отроком Иисусом Христом и супругом Иосифом Обручником совершили ежегодное посещение Иерусалима на праздник Пасхи (Лк. 2:41—52).
Апостол Павел, несмотря на смертельную угрозу и многочисленные уговоры, совершил своё последнее паломничество с соблюдением всех ветхозаветных обрядов, во время которых он и был схвачен и арестован.
Для предотвращения паломничества христиан, римские императоры всячески стремились уничтожить всё, что связано с Иисусом Христом, разрушали храмы, срыли гору Голгофу, даже переименовывали города, а на христианских святынях устраивали языческие капища.
С получением свободы в IV веке христиане значительно чаще стали совершать паломничества и не только в Палестину, где совершались божественные деяния Спасителя. Каждый паломник получает много впечатлений от чудесных знамений и необычных совпадений, происшедших с ним во время паломничества.
Однако святитель Григорий Нисский осуждает чрезмерное увлечение паломничеством, считая, что паломники часто совершают путешествия из праздного любопытства, впадают в неприличные истории и искушения. Многими православными считается, что в любом храме можно причаститься Тела и Крови Христовых (самой Высшей святыни), а деньги, собранные для паломничества, лучше раздать нищим. Среди православных монахов приветствовалось затворничество (от соблазнов мира), а паломничество и крестные ходы допускались для укрепления ещё неокрепших в вере членов Церкви.
В Средние века наряду с Палестиной паломничество стало предприниматься: 
у православных — в Константинополь, на гору Афон (Греция); 
у католиков — в Рим и Лорето (Италия) по дороге франков, в Лурд (Франция).
Западная церковь различала:

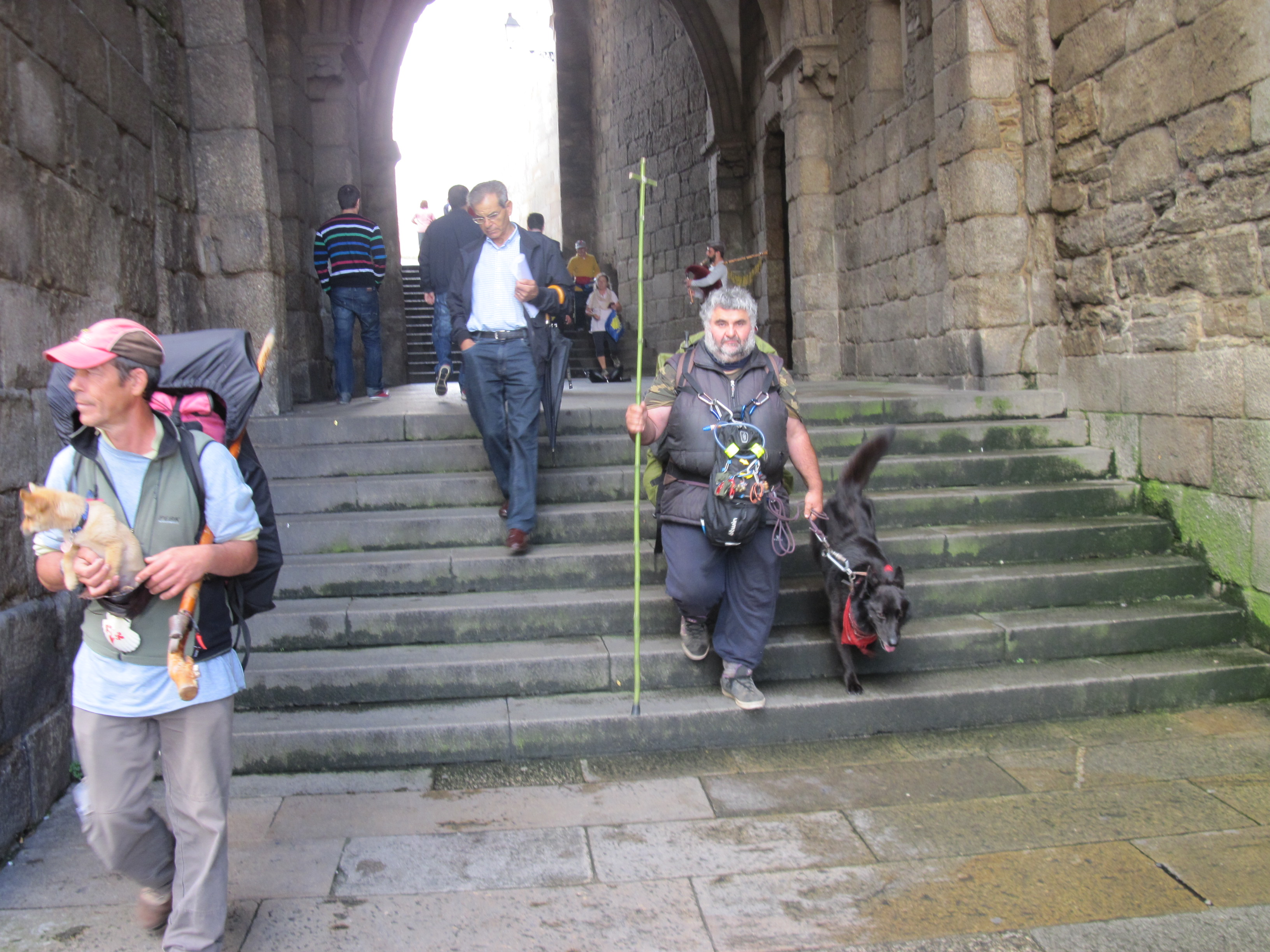
Паломники в Сантьяго-де-Компостеле

- великое паломничество (peregrinationes primariae) — путешествия к Святому Гробу в Палестину, в Рим (Limina apostolorum), Сантьяго-де-Компостелу (см. Путь Святого Иакова) и Лорето (см. Дом Богородицы);
- малое паломничество (peregrinationes secundariae) — посещение местных отечественных святынь.

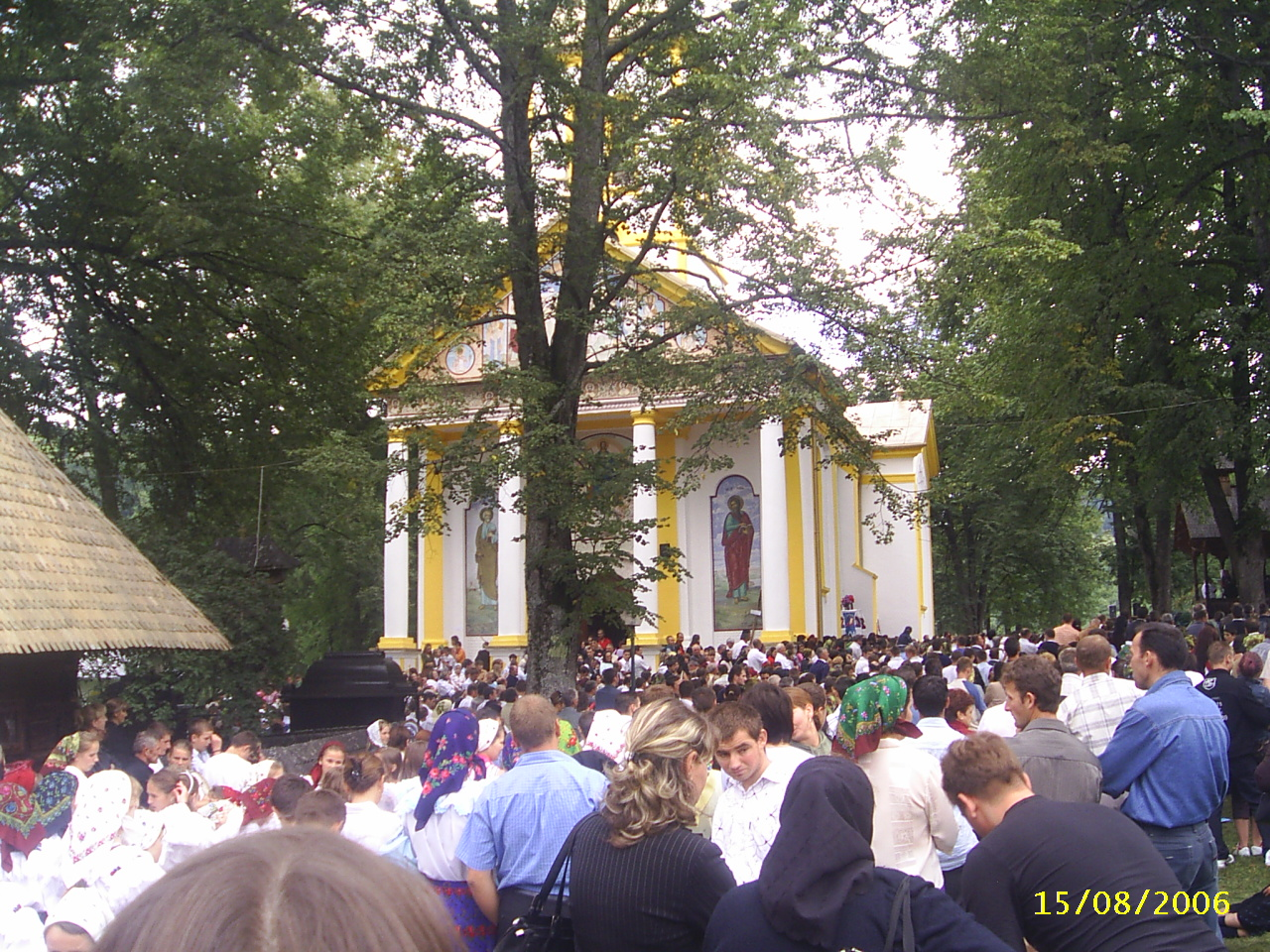
Современные паломники

В конце XV в. для совершения паломничества требовалось предварительное разрешение духовных властей, которое давалось под условием платежа пошлины в пользу Папы. Пунктом отправления служила Венеция (впоследствии — и Марсель), где паломники запасались путеводителем, отпускали бороду и облачались в паломническую одежду — калиги, коричневый или серый плащ, греческую шляпу с весьма широкими полями, обыкновенно украшенную раковинами; клюка, сума и бутылка (выдолбленная тыква) дополняли паломнический наряд. К плащу и шляпе паломники прикрепляли красный крест. В Венеции паломник заключал контракт с судохозяином (патроном), который обязывался не только перевезти его в Святую Землю и обратно, но и сопровождать его в странствиях по святым местам, обеспечивать ему во время всего пути пищу и защиту, платить за него подати мусульманским властям и т. п.
Постепенно стали допускаться дальнейшие смягчения: знатный господин мог послать вместо себя слугу или наёмника. Образовались даже светские цехи профессиональных наёмных паломников (в Германии называемых Sonnweger), которые вскоре сильно размножились, так как этот своеобразный промысел оказался весьма прибыльным. В XVI в. паломник мог быть направлен от целой общины за её счёт.
С 1881 г. во Франции стали ежегодно организовывать паломнический караван в Святую Землю, придавая ему характер приношения покаяния за преступления республиканского правительства против церкви; в состав такого каравана, численность которого нередко доходила до 300—400 чел., входили лица белого духовенства и зажиточные люди ультрамонтанского настроения. 
С конца 1870-х годов такие же немецкие караваны устраиваются францисканцами в Вене и Мюнхене.

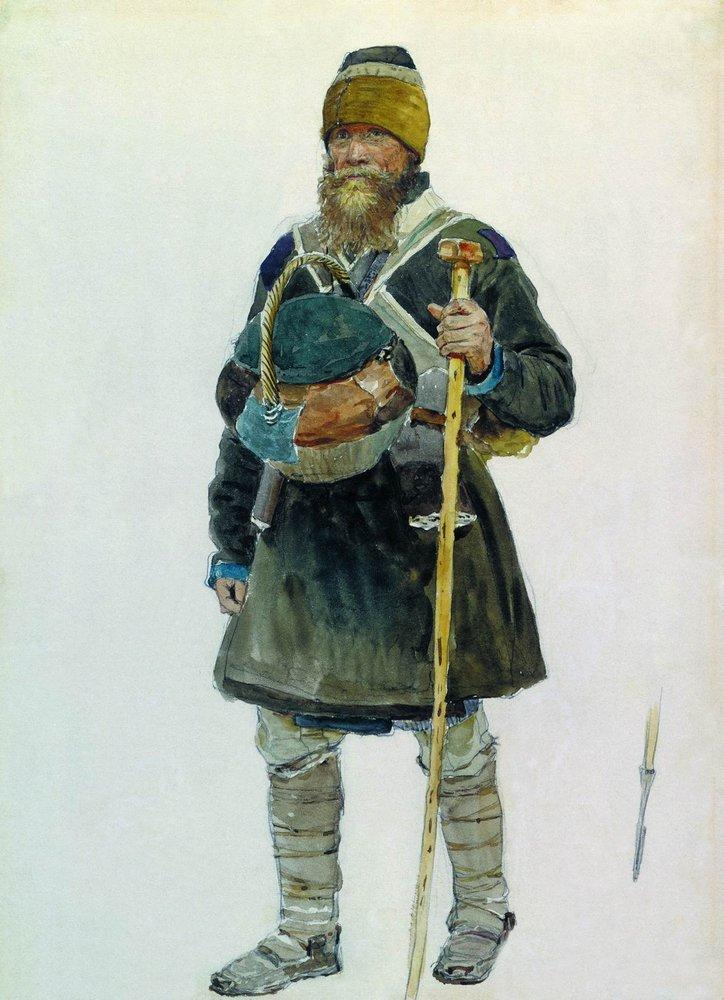
Паломник. Акварель работы И. Репина

### Паломничества на Святую Землю из России
В России паломничества в Святую Землю начались уже в первые времена русского христианства. Трудность и опасность пути заставляла паломников собираться в «дружины». Совершая свой путь, главным образом, через Константинополь, древнерусские паломники заимствовали у западных пилигримов костюм. К XII в. страсть к паломничеству до того распространилась, что церковная власть находила нужным сдерживать не в меру ревностных богослужителей.
С половины XV в. в российском паломничестве совершается как бы перелом. Уже прежние «паломники» полны жалоб и негодования на притеснения «срацын» и «злых арапов», а взятие Константинополя турками окончательно предало христианские святыни Востока в руки неверных.
Хождения в Святую Землю возобновляются лишь во второй половине XVI в. Известно знаменитое паломничество купца Василия Гагары. Но чаще это, так сказать, «официальные паломничества», совершаемые людьми, которых посылало московское правительство на Восток с поручениями и милостыней. А с XVIII в. начинает преобладать новое, более сознательное и критическое отношение к Востоку.
Продолжительные войны с Турцией во времена царствования Екатерины II (вторая половина XVIII в.) затруднили паломничество русских людей на Восток. Однако в XIX в. удобство и безопасность путей сообщения привели к сильному его росту в Святую Землю. Немаловажную роль в этом сыграло учреждение в 1847 году Русской Духовной Миссии в Иерусалиме и создание в 1882 году Императорского Православного Палестинского Общества.
| Годы    | 1820 | 1840-е    | 1859 | 1866 | 1869 | 1870-е     | 1880 | 1889 | 1896 |
| Человек | 200  | около 400 | 950  | 1098 | 2035 | около 1500 | 2009 | 3817 | 4852 |

## Современное паломничество в России
В настоящее время в России начинает возрождаться паломничество верующих в святые места. Большую роль в этом играют действующие монастыри и церкви, организуя такие мероприятия. Появились паломнические службы, специализирующиеся на организации паломнических поездок по всему миру. Некоторые туристические компании также активно включились в этот процесс.
По данным Русской духовной миссии в Иерусалиме, православные из России, с Украины и из Молдавии, которые приезжают в этот город совершить паломничество, составляют около половины духовных странников со всего мира.
За пределами России русские богомольцы помимо Палестины посещают греческий Афон, итальянский город Бари, где покоятся мощи Николая Чудотворца, черногорскую столицу Цетине, где находится десница Иоанна Крестителя и другие христианские святыни.
Несмотря на кажущуюся внешнюю схожесть паломничества с экскурсионным туризмом, внутренняя их суть весьма различается: в то время, как экскурсионный туризм имеет своей целью посещение интересных мест, паломничество предполагает предварительную духовную работу, «очищение души», перед посещением святыни. Однако часто паломничество подменяется экскурсионным туризмом, когда людей просто проводят по «экскурсионным объектам», без предварительной внутренней, духовной, подготовки. Поэтому ещё весной 2003 года Межрелигиозный совет России внёс предложение в Госдуму РФ о разграничении понятий «паломничество» и «туризм» на правовом уровне.

## Значение паломничества
Для поощрения паломничества составлялись многочисленные путеводители (итинерарии), многие из которых, как и описания самих паломничеств, стали впоследствии важными историческими источниками. Описания «хождений» в Святую Землю, составленные некоторыми паломниками, сыграли на Руси огромную роль в распространении легенд и апокрифической литературы.
Религиозные мотивы часто являлись прикрытием торговых и захватнических целей. Например, паломничество сыграло значительную роль в подготовке крестовых походов. А среди паломников в Иерусалиме в средние века можно было встретить и дворян, искавших посвящения в рыцари у Гроба Господня; и политических и военных агентов королей; и авантюристов, искавших оккультных знаний на полном чудес Востоке; и учёных исследователей; и, наконец, купцов, посещавших Палестину с торговыми целями.